# HLX.com
HLX.com (voorheen Hapag-Lloyd Express) was tot begin 2007 de naam van een Low-fare luchtvaartmaatschappij, met als basis Hannover, Duitsland. Ze voerde lijnvluchten uit op 36 bestemmingen in 9 Europese landen. Sinds voorjaar 2007 is HLX gefuseerd met de luchtvaartmaatschappij Hapagfly (van dezelfde groep TUI AG). Nieuwe gezamenlijke naam is TUIfly.
De vloot was herkenbaar aan de opvallende gele kleur met dambordpatroon, zoals een New Yorkse taxi. De slogan van de maatschappij was dat vliegen met hen even eenvoudig en goedkoop is als een taxi nemen.

## Geschiedenis
Hapag-Lloyd Express werd door de TUI Groep, Europa's grootste toerismegroep opgericht in 2002 en deed de eerste vlucht op 3 december 2002. De naam Hapag-Lloyd werd gekozen om een strategische reden. Die was namelijk zeer bekend op de Duitse markt, naar analogie met Hapagfly (toen bekend als Hapag-Lloyd Flug), ook eigendom van TUI. De belangrijkste concurrenten waren lagekostenmaatschappijen zoals Ryanair en easyJet, waarmee ze een sterke prijzenoorlog voerden. In een poging deze strijd te winnen breidde het sterk uit in de eerste helft van 2004 met nieuwe routes die onderbezet werden door andere maatschappijen, waaronder routes van Dublin naar Hamburg en Stuttgart.
In november 2005 werd de naam veranderd in 'HLX.com'. De website van de maatschappij was een belangrijk gegeven voor de marketing en verkoop, vandaar de keuze voor HLX.com.
Per 2007 werden Hapagfly en HLX samengevoegd onder de merknaam TUIfly. De namen Hapagfly en HLX.com verdwenen dus van de toestellen. De rechtspersonen (bedrijven) Hapag Lloyd Express GmbH (HLX.com) en Hapag Lloyd Flug GmbH (Hapagfly) bleven nog wel bestaan, maar werken beide onder dezelfde merknaam. Opvallend is dat bij de nieuw ontstane maatschappij de toestellen werden gespoten in de gele HLX-kleur, met wel het TUI-logo. Er werd dus niet gekozen voor de blauwe algemene kleur.

## Vloot
In juni 2006:
- 5 Boeing 737-500
- 8 Boeing 737-700
- 3 Boeing 737-800
- 2 Fokker 100